# Asian Club Championship 1993–94
Asian Club Championship 1993–94 là phiên bản thứ 13 của giải bóng đá câu lạc bộ thường niên được tổ chức ở khu vực AFC (châu Á).
Ngân hàng Nông nghiệp Thái Lan của Thái Lan thắng trận chung kết và trở thành nhà vô địch châu Á lần đầu tiên trong lịch sử câu lạc bộ.

## Vòng sơ loại

### Tây Á
| Đội 1      | TTS | Đội 2      | Lượt đi | Lượt về |
| ---------- | --- | ---------- | ------- | ------- |
| PAS Tehran | 4–1 | Al-Ahli    | 2–0     | 2–1     |
| Al-Ansar   | 3–1 | Al-Ittihad | 0–0     | 3–1     |

### Đông Á
| Đội 1     | TTS | Đội 2           | Lượt đi | Lượt về |
| --------- | --- | --------------- | ------- | ------- |
| Leng Ngan | 3–1 | Philippine Army | 3–0     | 0–1     |

### Đông Nam Á
| Đội 1                          | TTS  | Đội 2               | Lượt đi | Lượt về |
| ------------------------------ | ---- | ------------------- | ------- | ------- |
| Arema Malang                   | 3–1  | Quảng Nam (Đà Nẵng) | 1–0     | 2–1     |
| Ngân hàng Nông nghiệp Thái Lan | w/o1 | Pahang FA           |         |         |

1 Pahang FA rút lui.

## Vòng đầu tiên

### Tây Á
| Đội 1       | TTS        | Đội 2      | Lượt đi | Lượt về |
| ----------- | ---------- | ---------- | ------- | ------- |
| PAS Tehran  | 0–0 (4–5p) | Al-Ansar   | 0–0     | 0–0     |
| Al-Shabab   | 12–3       | Al-Arabi   | 5–2     | 7–1     |
| Al-Muharraq | 3–2        | Sharjah FC | 2–1     | 1–1     |

### Trung Á
| Đội 1      | TTS  | Đội 2            | Lượt đi | Lượt về |
| ---------- | ---- | ---------------- | ------- | ------- |
| Oman Club  | 5–0  | Pakistan Army FC | 5–0     | n/p1    |
| Victory SC | w/o2 | Abahani KC       |         |         |

1 Cặp đấu đã diễn ra với chỉ một lượt do tình trạng bất ổn dân sự ở Pakistan.

2 Abahani KC rút lui.

### Đông Á
| Đội 1        | TTS  | Đội 2          | Lượt đi | Lượt về |
| ------------ | ---- | -------------- | ------- | ------- |
| Liêu Ninh FC | 15–3 | Leng Ngan      | 9–0     | 6–3     |
| Đông Phương  | 2–3  | Verdy Kawasaki | 1–0     | 1–3     |

### Đông Nam Á
| Đội 1        | TTS | Đội 2                          | Lượt đi | Lượt về |
| ------------ | --- | ------------------------------ | ------- | ------- |
| Arema Malang | 3–6 | Ngân hàng Nông nghiệp Thái Lan | 2–2     | 1–4     |

## Tứ kết
Al-Shabab và  Victory SC rút lui.
Các trận đấu diễn ra trên Sân vận động Quốc gia Supachalasai tại Băng Cốc, Thái Lan.

### Bảng 1
| Đội            | ST | T | H | B | BT | BB | HS | Đ |
| -------------- | -- | - | - | - | -- | -- | -- | - |
| Verdy Kawasaki | 2  | 2 | 0 | 0 | 3  | 0  | +3 | 4 |
| Oman Club      | 2  | 1 | 0 | 1 | 1  | 1  | 0  | 2 |
| Al-Ansar       | 2  | 0 | 0 | 2 | 0  | 3  | −3 | 0 |

| Verdy Kawasaki | 1–0 | Oman Club |
| -------------- | --- | --------- |
|                |     |           |

| Verdy Kawasaki | 2–0 | Al-Ansar |
| -------------- | --- | -------- |
|                |     |          |

| Oman Club | 1–0 | Al-Ansar |
| --------- | --- | -------- |
|           |     |          |

### Bảng 2
| Đội                            | ST | T | H | B | BT | BB | HS | Đ |
| ------------------------------ | -- | - | - | - | -- | -- | -- | - |
| Liêu Ninh FC                   | 2  | 1 | 1 | 0 | 2  | 1  | +1 | 3 |
| Ngân hàng Nông nghiệp Thái Lan | 2  | 0 | 2 | 0 | 3  | 3  | 0  | 2 |
| Al-Muharraq                    | 2  | 0 | 1 | 1 | 2  | 3  | −1 | 1 |

| Liêu Ninh FC | 1–1 | Ngân hàng Nông nghiệp Thái Lan |
| ------------ | --- | ------------------------------ |
|              |     |                                |

| Liêu Ninh FC | 1–0 | Al-Muharraq |
| ------------ | --- | ----------- |
|              |     |             |

| Ngân hàng Nông nghiệp Thái Lan | 2–2 | Al-Muharraq |
| ------------------------------ | --- | ----------- |
|                                |     |             |

## Bán kết
| Ngân hàng Nông nghiệp Thái Lan | 1–1 (AET, 3–1 Penalties) | Verdy Kawasaki |
| ------------------------------ | ------------------------ | -------------- |
|                                |                          |                |

| Oman Club | 4–1 | Liêu Ninh FC |
| --------- | --- | ------------ |
|           |     |              |

## Tranh hạng ba
| Verdy Kawasaki | 4–1 | Liêu Ninh FC |
| -------------- | --- | ------------ |
|                |     |              |

## Chung kết
| Ngân hàng Nông nghiệp Thái Lan | 2–1 | Oman Club |
| ------------------------------ | --- | --------- |
|                                |     |           |